# آهنگرکلا (سوادکوه)
اهنگرکلا، روستایی است از توابع شهرستان سوادکوه شمالی در استان مازندران ایران.

## جمعیت
این روستا در دهستان شرق و غرب شیرگاه قرار دارد و براساس سرشماری مرکز آمار ایران در سال ۱۳۸۵، جمعیت آن ۵۲۹ نفر (۱۵۳خانوار) بوده‌است.